# Curtis Harding
Curtis Harding (Saginaw, 11 giugno 1979) è un cantautore statunitense.

## Discografia

### Album in studio
- 2014 – Soul Power
- 2017 – Face Your Fear
- 2021 – If Words Were Flowers

### Singoli
- 2014 – Keep on Shining
- 2014 – Castaway
- 2014 – Next Time
- 2017 – On and On
- 2017 – Wednesday Morning Atonement
- 2017 – Need Your Love
- 2017 – Go As You Are
- 2018 – It's Not Over